# Монти-Алегри (Риу-Гранди-ду-Норти)
Монти-Алегри (порт. Monte Alegre)  —  муниципалитет в Бразилии, входит в штат Риу-Гранди-ду-Норти. Составная часть мезорегиона Сельскохозяйственный район штата Риу-Гранди-ду-Норти. Находится в составе крупной городской агломерации . Входит в экономико-статистический  микрорегион Агрести-Потигуар. Население составляет 21 094 человека на 2006 год. Занимает площадь 199,519 км². Плотность населения — 105,7 чел./км².

## Статистика
- Валовой внутренний продукт на 2003 год составляет 38 317 623,00 реалов (данные: Бразильский институт географии и статистики).
- Валовой внутренний продукт на душу населения на 2003 год составляет 1908,63 реалов (данные: Бразильский институт географии и статистики).
- Индекс развития человеческого потенциала на 2000 год составляет 0,645 (данные: Программа развития ООН).